# رامنوز
رامنوز (به انگلیسی: Rhamnose) با فرمول شیمیایی C6H12O5 یک ترکیب شیمیایی با شناسه پاب‌کم 3758 است. که جرم مولی آن ۱۶۴٫۱۶ گرم بر مول می‌باشد. 